# Heinrich Maier
Heinrich Maier (Heidenheim, 5 de fevereiro de 1867 – Berlim, 28 de novembro de 1933) foi um filósofo alemão. 

## Vida
Ele estudou filosofia e teologia em Tübingen, onde ingressou na sociedade real de Tübingen e recebeu seu doutorado em 1892 de seu irmão Christoph Sigwart, que mais tarde se tornou seu sogro. Maier concluiu sua habilitação em 1896 e tornou-se professor associado em Zurique em 1900 e professor titular em 1901. Em 1902, ele voltou para uma cadeira em Tübingen. Em 1911 mudou-se para Göttingen, em 1918 para Heidelberg (onde Karl Jaspers foi seu sucessor em 1922) e finalmente para Berlim em 1922. Em 1918 ele se tornou um membro externo Academia de Ciências de Göttingen. Desde 1920 ele era membro da Academia de Ciências de Heidelberg. Em outubro de 1922, foi eleito membro titular da Academia Prussiana de Ciências.
Maier era um neo-kantiano, representava um realismo crítico e enfatizava a função intrínseca da vontade e do sentimento em sua influência no pensamento.
Sua Philosophie der Wirklichkeit (1926–35, 3 volumes) é a base de sua metafísica.
Com sua esposa Anna Sigwart ele teve um filho Georg e uma filha, Anneliese, que também se tornou filósofa.

## Publicações
- Die Syllogistik des Aristoteles, 1896.
  - Parte 1: Die logische Theorie des Urteils bei Aristoteles, 1896.
  - Parte 2: Die logische Theorie des Syllogismus und die Entstehung der aristotelischen Logik.
    - 1ª metade: Formenlehre und Technik des Syllogismus, 1900.
    - 2ª metade: Die Entstehung der aristotelischen Logik, 1900.
- Psychologie des emotionalen Denkens. Mohr, Tübingen; 1908, ²1925; Reprint: Scientia Verlag, Aalen 1967.
- Sokrates: sein Werk und seine geschichtliche Stellung, Mohr, Tübingen 1913.
- Philosophie der Wirklichkeit, 1926.
  - Volume 1: Wahrheit und Wirklichkeit, 1926. Online
  - Volume 2: Die physische Wirklichkeit.
    - Seção 1: Die Realität der physischen Welt, 1933.
    - Seção 2: Der Aufbau der physischen Welt, 1934.

  - Volume 3: Die psychisch-geistige Wirklichkeit, Hrsg. von Anneliese Maier, 1935.